# 의혈문
"의혈문"(義血門)은 한국에서 제작된 이현구 감독의 1976년 영화이다. 김훈 등이 주연으로 출연하였고 김인동 등이 제작에 참여하였다.

## 출연

### 주연
- 김훈
- 윤미라
- 김남일